# Bohuš Tomsa
Bohuš Tomsa (2. srpna 1888 Nový Bydžov – 10. května 1977 Praha) byl český právník a filosof, profesor právní filosofie a mezinárodního práva na právnické fakultě Univerzity Komenského v Bratislavě a později na právnické fakultě Univerzity Karlovy v Praze.

## Život
Vystudoval jak právnickou fakultu, tak filosofickou fakultu v Praze (doktorát práv získal roku 1912, doktorem filosofie byl promován v roce 1917), poté získával praxi v advokacii i justici. V roce 1920 absolvoval studijní pobyt v Římě a téhož roku se na pražské právnické fakultě habilitoval pro obor právní filosofie a mezinárodního práva. Už o rok později byl jmenován mimořádným a v roce 1926 řádným profesorem na bratislavské právnické fakultě, kde byl nejvíce činný a vydal většinu svých prací. Bohuš Tomsa se stal členem Učené společnosti Šafaříkovy, v letech 1926–1927 a 1930–1931 fakultu jako děkan vedl, mezi roky 1933–1934 byl také rektorem celé univerzity a přednášel i na zdejší filosofické fakultě. Na konci 30. let ale musel, stejně jako další čeští profesoři, samostatné Slovensko opustit.
Tomsa se vrátil do Prahy a stal se členem Královské české společnosti nauk, vědecky ale mohl působit jen do uzavření českých vysokých škol okupačními úřady ke konci roku 1939. Ačkoli hned po válce začal opět vyučovat na právnické fakultě Univerzity Karlovy a získal další členství ve vědecké společnosti, České akademii věd a umění, nový nucený odchod následoval ihned po uchopení moci komunisty v únoru 1948. Nejdříve byl poslán na nucenou dovolenou, aby si „prohloubil znalosti marxismu-leninismu“, a roku 1951 byl definitivně penzionován. Přesto nezůstal pasivní, pořádat bytové semináře a psal hry a povídky, které nicméně zůstaly převážně v rukopisech.

## Dílo
Bohuš Tomsa se zabýval dějinami právních teorií a filosofií práva. Příliš neuznával pozitivismus, ačkoli ve svém díle uplatňoval pozitivistický objektivismus, jeho stanoviska mají nejblíže ke kritickému realismu. V praktické oblasti byl zastáncem čechoslovakismu, představy jednotného československého národa. O národním jazyku soudil, že jde o přeceňovanou okolnost.
Monografie
- Moderní italská právní filosofie (1921)
- Idea práva a spravedlnosti v řecké filosofii (1923)
- Úvod do právní filosofie (1923)
- Filosofické základy Ciceronovy nauky o právu a státu (1924)
- Masarykův zápas o právo přirozené (1928)
- Právo mezinárodní. Část obecná (1930)
- Krise moderního státu (1935)
- Nauka o právních vědách (1946)